# Kardinalska imenovanja pape Inocenta XII.
Papa Inocent XII. za vrijeme svoga pontifikata (1691. – 1700.) održao je 4 konzistorija na kojima je imenovao ukupno 30 kardinala.

## Konzistorij 12. prosinca 1695. (I.)
1. Giacomo Antonio Morigia, C.R.S.P., firentinski nadbiskup[a]
2. Sebastiano Antonio Tanara, damaščanski naslovni nadbiskup, nuncij u Austriji
3. Giacomo Boncompagni, bolonjski nadbiskup
4. Giovanni Giacomo Cavallerini, nicejski naslovni nadbiskup, nuncij u Francuskoj
5. Federico Caccia, milanski nadbiskup, nuncij u Španjolskoj
6. Taddeo Luigi dal Verme, fanski biskup
7. Baldassare Cenci, stariji, larisanski nadbiskup, prefekt Papinskoga kućanstva[b]
8. Tommaso Maria Ferrari, O.P., meštar Apostolske palače
9. Giuseppe Sacripante, referent Sudišta Apostolske signature
10. Celestino Sfondrati, O.S.B.
11. Enrico Noris, O.E.S.A., kustos Vatikanske knjižnice
12. Giambattista Spinola, mlađi, rimski guverner i vice-kamerlengo Svete Rimske Crkve
13. Domenico Tarugi, saslušatelj Svete Rimske rote
14. Henri Albert de la Grange d'Arquien

## Konzistorij 22. srpnja 1697. (II.)
1. Luiz de Sousa, lisabonski nadbiskup, Portugal
2. Giorgio Cornaro, rodijski naslovni nadbiskup, nuncij u Portugalu
3. Pierre de Cambout, orleanski biskup, Francuska
4. Fabrizio Paolucci, ferarski biskup[a]
5. Alfonso Aguilar Fernández de Córdoba
6. Vincenzo Grimani

## Konzistorij 14. studenoga 1699. (III.)
1. Niccolò Radulovich, kijetijski nadbiskup, tajnik Svete kongregacije za biskupe i redovnike[c]
2. Giuseppe Archinto, milanski nadbiskup
3. Andrea Santacroce, seleucijski naslovni nadbiskup, nuncij u Austriji
4. Marcello d'Aste, atenski naslovni nadbiskup, predsjednik Urbina
5. Daniello Marco Delfino, biskup Brescije, nuncij u Francuskoj
6. Sperello Sperelli, bivši ternijski biskup, prisjednik Svete inkvizicije[c]
7. Giovanni Maria Gabrielli, O.Cist., generalni opat svoga reda

Na ovom su konzistoriju imenovana dva kardinala i pridržana in pectore, ali njihova imena nisu bila nikada objavljena.

## Konzistorij 21. lipnja 1700. (IV.)
1. Louis-Antoine de Noailles, pariški nadbiskup, Francuska
2. Johannes Philipp von Lamberg, bishop Passaua
3. Francisco Antonio de Borja-Centelles y Ponce de León, kalatravski arhiđakon i toledski kanonik prebendar, Španjolska